# Route nationale 659
Pour les articles homonymes, voir Route 659.
La route nationale 659 ou RN 659 était une route nationale française reliant Labastide-Marnhac à Montauban. À la suite de la réforme de 1972, elle a été déclassée en RD 659 dans le Lot et en RD 959 en Tarn-et-Garonne.

## Ancien tracé de Labastide-Marnhac à Montauban (D 659 et D 959)
- Labastide-Marnhac
- Lhospitalet
- Castelnau-Montratier
- Molières
- Montauban